# Julie Hrušková
Julie Hrušková (18. května 1928 Boskovštejn – 27. února 2017 Břeclav) byla převaděčka a politická vězeňkyně komunistického režimu v Československu. Od roku 2010 nositelka Řádu Tomáše Garrigua Masaryka II. třídy. Byla místopředsedkyně břeclavské pobočky Konfederace politických vězňů České republiky.

## Život
Julie Hrušková byla dcerou vranovského hajného, který sám po únoru 1948 převáděl lidi prchající před komunistickým režimem z Československa. Dvacetiletá Julie Hrušková následovala jeho příkladu a několik s několika přáteli, které převedla přes hranice, uprchla na západ.
Zde vstoupila do služeb americké CIC, pro niž se uvolila převádět přes hranice klíčové osoby pronásledované komunisty. Ve Vídni začala chodit s americkým důstojníkem, se kterým se hodlali vzít ihned poté, co dosáhne zletilosti (tehdy 21 let). Její milý však byl odvolán domů do USA. Tehdy se ještě domnívala, že jejich odloučení je dočasné.
Julie Hrušková byla krátce poté požádána o urychlené převedení několika účastníků protikomunistického odboje, které StB odhalila. Ačkoliv krátce předtím zjistila, že je těhotná, rozhodla se úkol splnit. Netušila, že StB už o ní ví prakticky všechno díky zvědovi, který pronikl do její části převaděčské sítě řízené CIC.
Úspěšně ještě převedla přes hranice tři osoby, ale v Linci byla zadržena sovětskými okupačními orgány a vrácena do Československa. Navzdory mučení nikdy neprozradila své spolupracovníky ani nepřistoupila na nabízenou spolupráci. V důsledku brutálních výslechů ve vyšetřovně StB potratila a ponechána několik dní bez ošetření na samotce téměř zemřela - do nemocnice byla převezena teprve poté, co se kvůli ní vzbouřily ostatní vězeňkyně na patře. Důsledkem bylo, že už nikdy nemohla mít děti. Ve vykonstruovaném procesu byla odsouzena k 15 letům vězení, z nichž si odseděla jedenáct. Od svých spoluvězeňkyň si vysloužila přezdívku Komár.

## Vyznamenání
28. října 2010 ji prezident republiky Václav Klaus udělil Řád Tomáše Garrigua Masaryka II. třídy za vynikající zásluhy o rozvoj demokracie a lidská práva.
Božena Jíšová-Kuklová jí věnovala kapitolu ve své knize Krásná němá paní, v níž vzpomíná na své kolegyně politické vězeňkyně, se kterými se v komunistických žalářích setkala.

### Použitá literatura
- Božena Jíšová-Kuklová: Krásná němá paní